# Listă de autori aflați în exil politic
- Dante Alighieri
- Miguel Ángel Asturias, exilat din Guatemala în Franța
- Bertolt Brecht
- Nicolae Bălcescu
- Dimitrie Bolintineanu
- Ion Ghica
- Lordul Byron, exilat din Marea Britanie, în Italia și Imperiul Otoman
- Alejo Carpentier, exilat în Haiti și Venezuela
- Emil Cioran
- Albert Einstein auto-exilat din Germania în Statele Unite
- Mircea Eliade
- Lion Feuchtwanger
- Sigmund Freud auto-exilat din Austria în Marea Britanie
- Jorge Guillén
- Paul Goma, exilat de regimul Ceaușescu la Paris
- Heinrich Heine
- Virgil Ierunca
- Eugen Ionescu
- Victor Hugo exilat din Franța în două dintre insulele Canalului Mânecii, Jersey și Guersney
- Juan Ramón Jiménez, fuge în Statele Unite, Cuba, și în final în Porto Rico
- Arthur Koestler
- Piotr Kropotkin
- Lenin auto-exilat în Elveția
- Monica Lovinescu
- Heinrich Mann auto-exilat în Elveția și în Statele Unite
- Thomas Mann auto-exilat în Elveția și în Statele Unite, s-a reîntors apoi înapoi în Elveția
- Karl Marx auto-exilat din Germania în Marea Britanie
- Adam Mitkiewici
- Juan Carlos Onetti exilat din Uruguay în Spania
- Ovidiu, exilat din Roma la Tomis
- Saint-John Perse, exilat de regimul de la Vichy din Franța în Statele Unite
- Romain Rolland, fuge in Elveția
- Leon Troțki exilat in Turcia, Franța, Norvegia și Mexic
- Miguel de Unamuno fuge în Franța
- Mario Vargas Llosa, exilat din Peru, în Franța, Spania și Marea Britanie.
- Bruno Walter
- Fiodor Dostoievski, exilat de țar în Siberia
- Gul, Roman